# 朱禋𭱴
岷王朱禋（？—1647年），字文水，明朝第十代岷王，顯王朱企𨰘之子。

## 生平
明太祖朱元璋十世孫。崇禎十六年（1643年），張獻忠進犯湖廣，朱企𨰘籌劃在武岡築城抵禦，百姓聽到消息，皆惶恐不安。袁有志趁勢蠱惑百姓造反，將朱企𨰘捉拿殺害。不久，叛亂隨即被黎靖將軍劉承胤給平定。崇禎帝聽聞此事，遂令朱禋理岷王府事。弘光元年（1645年）閏六月，襲封為岷王。永曆元年（1647年）八月，清軍兵臨武岡，劉承胤脅迫其投降清朝。後在武昌被清軍殺害。

## 子嗣
子朱雍？，名諱不詳，永曆二年（1648年）襲封岷王，永曆十六年（1662年）輾轉流亡到暹羅，不知所蹤。